# アルバカーキ (原子力潜水艦)
|          |                                                   |
| 艦歴     |                                                   |
| 発注     | 1973年10月31日                                    |
| 起工     | 1979年12月27日                                    |
| 進水     | 1982年3月13日                                     |
| 就役     | 1983年5月21日                                     |
| 退役     | 2015年10月16日                                    |
| 除籍     | 2017年2月27日                                     |
| その後   | 除籍                                              |
| 母港     | コネチカット州グロトン                            |
| 性能諸元 |                                                   |
| 排水量   | 満載：6,120 トン、基準：5,758 トン                |
| 全長     | 110.3 m (362 ft)                                  |
| 全幅     | 10 m (33 ft)                                      |
| 喫水     | 9.7 m (32 ft)                                     |
| 最大速   | 水上25 kt (46 km/h)、水中30+ kt (56 km/h)         |
| 潜行深度 | 290 m (950 ft)                                    |
| 機関     | S6G reactor 1基                                   |
| 乗員     | 士官12名、兵員98名                                |
| モットー | Silentum Excubitor (Latin for: "Silent Sentinel") |
|          |                                                   |

アルバカーキ(USS Albuquerque, SSN-706)は、アメリカ海軍のロサンゼルス級原子力潜水艦の19番艦。艦名はニューメキシコ州アルバカーキに因んで命名された。その名を持つ艦としてはタコマ級フリゲート5番艦(PG-115/PF-7)以来2隻目。

## 艦歴
アルバカーキは1973年10月31日にコネチカット州グロトンのジェネラル・ダイナミクス・エレクトリック・ボート社に建造発注され、1979年12月27日に起工した。1982年3月13日にナンシー・L・ドメニチ夫人によって命名、進水し、1983年5月21日に艦長リチャード・H・ハルトマン大佐の指揮下就役する。
1983年の残りは海上での様々な検査、試験、証明に費やされた。
1984年に入るとアルバカーキは再びエレクトリック・ボート社のドックに入り、整調後の信頼性試験が行われた。4月15日に再び出航し、5月にはいるとフロリダ沖に移動、兵器および戦闘システムの試験を行う。夏の間、アルバカーキは艦隊演習および海軍兵学校生の訓練巡航を行う。8月に入ると通常の活動を始める。10月および11月は大西洋での拡張作戦活動を行い、12月には再びエレクトリック・ボート社で追加修理を行った。
1985年に入るとソナー訓練および兵器システムの訓練を始め、2月には2ヶ月におよぶ偵察巡航準備を完了し、27日に出航した。5月に母港に帰還、6月半ばまで東海岸での作戦活動に従事し、再び外洋へ派遣された。2ヶ月後に帰還すると11月まで沿岸での任務に就き、その後艦長就任予定の士官のための訓練艦としてフロリダへ巡航した。12月には母港で沿岸任務を再開した。
1986年1月14日、アルバカーキはエレクトリック・ボート社のドックに入り、2ヶ月間の有効性試験が行われた。作業完了後3月に沿岸での任務を再開し、5月まで従事する。5月19日から9月14日まで、アルバカーキはスコットランド、イギリスを訪問した。帰還後10月後半にエクズマ・サウンドで音響試験を行う。11月初めにコネチカット州グロトンに短期間戻るが、11月4日に出航し2つの艦隊演習に参加する。その後ニューロンドンで11月24日から12月7日まで維持作業を行い、12月は対潜水艦訓練で過ごす。
1996年7月17日にトランス・ワールド航空800便墜落事故が発生したが、海軍は同夜、ロングアイランド沖合で活動していたアルバカーキは事故に関与していないことを確認した。
1999年にアルバカーキは「ルーズベルト」空母戦闘群（現 空母打撃群）の一部として6ヶ月間の地中海配備に参加した。アルバカーキはユーゴスラビアのセルビア人勢力圏に10発のトマホーク巡航ミサイルを発射し、ロサンゼルス級フライト I の中で最短の発射記録を樹立し、「確実な射手 Sure Shooter」の愛称を得た。この配備の間にアルバカーキはナポリ、ラ・マッダレーナ、トゥーロンを含むいくつかの港に親善訪問を行った。
燃料補給オペレーションに備えてアルバカーキは二重メディア解除を完了した。造船所での22ヶ月の期間中、アルバカーキは作業の迅速性と史上最も効率的な核燃料補給を賞賛された。この間に艦長のバローズ少佐に代わってスチュワート・ミュンシュ少佐が艦長に着任した。メイン州キタリーのポーツマス海軍造船所でオーバーホールが完了すると、アルバカーキは2003年の始めにグロトンへ帰還した。同年の残りは沿岸での作戦活動、原子炉安全性試験、兵装の改良が行われた。2004年はオーバーホール後初の海外配備に備えた訓練で費やされ、この中には2ヶ月の緊急海外配備およびスペインのロタへの訪問も含まれた。
アルバカーキは2004年10月13日から2005年4月12日まで、「ハリー・S・トルーマン」空母打撃群と共に6ヶ月間の配備に就く。この間にスコットランド、ポルトガル、バーレーン、セーシェルおよびクレタ島への訪問を行う。アルバカーキは2004年の第2戦隊戦闘効率賞を受賞した。アルバカーキは現在グロトンを母港として第2潜水戦隊に所属する。
2005年6月27日にミュンシュ中佐に代わってロバート・ダグラス中佐が艦長として着任した。
2005年7月、アルバカーキの火器管制官であるアリエル・ウェインマンがアルバカーキを脱走し、ウェインマンは2006年8月初めに逮捕された。ウェインマンは脱走の罪に加えてスパイ活動の罪も問われた。調べによれば、ウェインマンはアルバカーキの機密情報を2005年3月のマナーマ、メキシコシティ、2005年10月のウィーンでと少なくとも3回、外国の政府関係者に渡そうとしたという。
2015年10月16日退役